# Zlatko Portner
Pour les articles homonymes, voir Portner.
Zlatko Portner, né le 16 janvier 1962 à Ruma (Yougoslavie) et mort le 23 septembre 2020 en Suisse, est un handballeur yougoslave puis serbe évoluant au poste de demi-centre. Sur le terrain, il était notamment reconnu pour sa vision du jeu, sa technique et la qualité de ses tirs.
Après avoir rejoint la Suisse en 1994, il en obtient la nationalité en 2008. Son fils, Nikola, né à Lyon en novembre 1993 lors de son passage au Vénissieux handball, est également un handballeur professionnel, mais il évolue pour son pays d'adoption, à savoir la Suisse.

## Biographie

### En club
Zlatko Portner a commencé sa carrière à 18 ans en 1980 dans le club yougoslave du RK Crvenka avant de rejoindre deux saisons plus tard le Metaloplastika Šabac. Entouré des Mirko Bašić, Mile Isaković et autres Veselin Vujović, il est un des artisans de la domination du club sur la scène nationale en remportant six titres de champion et trois coupes de Yougoslavie mais aussi sur la scène européenne : après une première défaite aux jets de 7 m en 1984, Portner et ses coéquipiers remportent les deux éditions suivantes de la Coupe d'Europe des clubs champions, en 1985 et 1986.
En 1989, il prend la direction du club espagnol du FC Barcelone où il retrouve son compatriote Veselin Vujović. Il y remporte sa troisième Coupe d'Europe des clubs champions en 1991 ainsi que trois titres de champion d'Espagne.
En 1992, il rejoint le nouveau club phare du championnat de France, le Vénissieux handball, qui vient de réaliser le doublé championnat-Coupe de France. Si son passage en France est une réussite sur le plan personnel puisque son fils Nikola nait en novembre 1993, les résultats sportifs ne sont pas au rendez-vous car hormis la demi-finale de la coupe d'Europe des clubs champions 1992-1993, le club ne parvient pas à enrichir son palmarès et, pire, doit faire face à de grandes difficultés financières dès 1992. Le club disparaît en 1994 et Portner prend alors la direction de la Suisse et le BSV Berne où il évolue jusqu'en 2002 hormis entre 1997 et 1999 où il porte les couleurs du TV Zofingen.

### En équipe nationale
Le talent de Zlatko Portner est très rapidement reconnu sur la planète handball puisqu'il est élu meilleur joueur[réf. nécessaire] du champion du monde junior en 1983. Il est malgré tout trop jeune pour participer aux Jeux olympiques de 1984 qui sont remportés par la sélection yougoslave. En revanche, il devient champion du monde deux ans plus tard lors du Championnat du monde 1986 disputé en Suisse, même s'il n'est que le second demi-centre de l'équipe derrière Caslav Grubić. Aux Jeux olympiques de 1988, c'est en tant que numéro un qu'il remporte la médaille de bronze olympique, étant même l'un des meilleurs joueurs de son équipe. Enfin, au Championnat du monde 1990, il doit se contenter d'une 4e place.

## Palmarès

### En club
Compétitions internationales
- Coupe d'Europe des clubs champions
  - Vainqueur (3) : 1985, 1986 et 1991
  - Finaliste (2) : 1984, 1990

Compétitions nationales
- Vainqueur du Championnat de Yougoslavie (6) : de 1983 à 1988
- Vainqueur de la  Coupe de Yougoslavie (3) : 1983, 1984 et 1986
- Vainqueur du Championnat d'Espagne (3) : 1990, 1991 et 1992
- Vainqueur de la Coupe d'Espagne (1) : 1990
  - finaliste en 1992
- Vainqueur de la Supercoupe d'Espagne (3) : 1989, 1990, 1991

### En équipe nationale
- Jeux olympiques[5]
  -  Médaille de bronze aux Jeux olympiques de 1988 à Séoul,  Corée du Sud
- Championnat du monde
  -  Médaille d'or au Championnat du monde 1986,  Suisse
  - 4e place au Championnat du monde 1990,  Tchécoslovaquie

### Distinctions individuelles
- Élu meilleur joueur du Championnat du monde junior en 1983 (en)[réf. nécessaire]
- Élu meilleur demi-centre des Jeux olympiques de 1988
- Élu troisième meilleur handballeur mondial de l'année en 1988
- Meilleur buteur du championnat d'Espagne en 1991 (en)
- Meilleur buteur du championnat de France en 1994